# (9450) Akikoizumo
(9450) Akikoizumo, désignation provisoire 1998 BT1 est un astéroïde de la ceinture principale découvert en 1998.

## Description
(9450) Akikoizumo a été découvert le 19 janvier 1998 à l'observatoire astronomique d'Ōizumi, situé à Ōizumi, dans la préfecture de Gunma, au Japon, par Takao Kobayashi.

### Caractéristiques orbitales
L'orbite de cet astéroïde est caractérisée par un demi-grand axe de 2,16 UA, un périhélie de 1,88 UA, une excentricité de 0,13 et une inclinaison de 4,25° par rapport à l'écliptique. Du fait de ces caractéristiques, à savoir un demi-grand axe compris entre 2 et 3,2 UA et un périhélie supérieur à 1,666 UA, il est classé, selon la JPL Small-Body Database, comme objet de la ceinture principale.

### Caractéristiques physiques
(9450) Akikoizumo a une magnitude absolue (H) de 14,6 et un albédo estimé à 0,066.

## Étymologie
Cet astéroïde est nommé en l'honneur d'Akiko Izumo (1962-).